# Sant'Alessio (Lucca)
Sant'Alessio è un quartiere di Lucca, situato a circa 2 chilometri dalla città, sull'argine destro del fiume Serchio, al confine, oltre che con il fiume, anche con i quartieri di Carignano, Monte San Quirico e San Martino in Vignale.

## Storia e descrizione
Il paese ha origini antichissime, probabilmente al tempo dei longobardi. Sembra che prima questa frazione si chiamasse Windolfo, ricco signore longobardo che donò il suo nome in quanto proprietario di quasi tutto l'attuale quartiere. Il primo documento certo al quale possiamo accedere è una pergamena dove viene menzionato il nome Sant'Alessio, datata 26 settembre dell'anno 801.
Successivamente ha fatto parte della Repubblica di Lucca ed ha seguito la città in tutte le sue forme di governo successive, fino a diventarne frazione, con l'Unità d'Italia nel 1860.
Attualmente il quartiere di Sant'Alessio conta circa 1 700 abitanti. Non è più un paese prevalentemente agricolo come in passato, ma, tra i pochi agricoltori rimasti, continua ad essere preminente la coltivazione del “fagiolo cannellino”, coltivazione per la quale Sant'Alessio è conosciuto in molte parti d'Italia.
Nel quartiere è situata la dimora signorile nota anche come Villa Menichetti.